# 夜行动物 (电影)
是一部2016年汤姆·福特编剧并执导的美国新黑色心理驚悚電影，改编自美国作家奥斯汀·怀特所写的1993年同名小说。由艾米·亚当斯、杰克·吉伦哈尔、亞倫·強森、迈克尔·珊农、艾拉·費雪、艾米·汉莫和羅娜·蓮妮主演。電影讲述一名作为艺术品收藏家的女性苏珊收到了前夫爱德华寄来的小说《夜行动物》手稿，她在阅读故事的同时也陷入对往事的回忆当中，书稿中的惊悚情节与现实生活交织在了一起。
電影在第73届威尼斯影展首映，入围第73届威尼斯影展主竞赛单元，获得评审团大奖。美国于2016年11月18日公映。。電影獲得普遍好評，執導、演員表現尤其獲得青睞

## 剧情
苏珊·莫羅是名在洛杉磯座擁高級藝術畫廊的艺术品收藏家，故事開頭時，她的藝廊正上演著極度肥胖的女性赤身裸體劇烈跳舞的場面。一日，蘇珊收到與她分居的前夫爱德华·謝菲爾德親筆撰寫、寄給她的小說手稿，隨信附註他將在造訪洛杉磯期間，邀請她共進晚餐。蘇珊與愛德華離婚後，與從商的赫頓·莫羅再婚，然而她發現現任丈夫赫頓背著她外遇，導致夫妻倆關係惡化，自己也深受影響而心煩意亂。當蘇珊啟閱愛德華給她的小說手稿後，立刻被這部小說的內容吸引，她取用愛德華給她起的暱稱，將這部小說命名為《夜行動物》。
鏡頭跳躍至爱德华筆下小說中的故事：主角湯尼·哈斯汀斯是個和妻子蘿拉與女兒伊迪雅居住在西德克薩斯州的顧家男子，某日一家三口搭車展開公路旅行，不巧遭遇三名惡棍雷·馬庫斯、盧、特克，與對方發生了衝突，被迫離開公路後，托尼無力阻止雷和特克綁架妻女，自己則被盧強迫駕駛雷的車直至路的盡頭，被盧遺棄當地。當雷和盧回來尋找湯尼時，湯尼設法避開了他們，急忙前往附近的農舍報警。偵探羅伯特·“鮑比”·安德斯被指派負責此案，偕同湯尼尋找蘿拉與伊迪雅的蹤影，但為時已晚：蘿拉與伊迪雅被綁架後，遭受強姦殺害，兩者赤裸的屍體被棄置在一座廢棄的棚屋，這讓湯尼深陷悲慟與懊悔之中。事發一年後，安德斯聯繫湯尼，請他出面指認盧的身份，原來盧在一次試圖搶劫的過程中失敗被捕，作為搶劫同夥的特克則被槍殺身亡，湯尼正式出面指控盧參與姦殺蘿拉和伊迪雅的罪行。
在特克死亡、盧被公開罪行後，安德斯終於逮捕了雷，然而礙於安德斯與湯尼只有間接證據表明雷是參與姦殺案的犯人，被迫放了雷。此時即將退休、被診斷出患有晚期肺癌安德斯決定親自處理此事，請湯尼跟他執行計劃，雖然湯尼起先不完全理解安德斯的計劃內容，仍同意與他展開行動。湯尼與安德斯聯手綁架了雷和盧，試圖逃跑的盧遭安德斯槍殺，雷則趁隙脫逃。湯尼沿路追蹤雷，抵達當初蘿拉和伊迪雅遇害的棚屋。雙方對峙期間，雷承認自己了姦殺蘿拉和伊迪雅，還出言嘲諷湯尼的軟弱，湯尼雖然開槍殺害了雷，但在過程中被雷用撥火棍擊中頭部而雙目失明。無法視物的湯尼步跌跌撞撞地走出去，最終倒在槍上開槍自盡，結束了自己的復仇與生命。
苏珊閱讀完這部小說後，為這部小說的黑暗內容和原始情感震撼不已，她的思緒回朔至她與愛德華相識相戀的時期：當年她與愛德華在大學求學期間相遇，發展出一段浪漫的關係，但是蘇珊強勢專橫的母親反對兩者的戀情，認為愛德華偏向浪漫的思維欠缺實現目標的動力。蘇珊最終不顧母親的反對，選擇與愛德華結婚。當蘇珊的思緒回歸現實後，她找到赫頓的婚外情證據，接著她再繼續閱讀手稿回顧她與愛德華的婚後生活：蘇珊雖然堅持與愛德華結婚，但是兩者在婚後的關係陷入令人沮喪的局面，蘇珊不但對愛德華剛起步的職業生涯產生的挫敗感、對後者秉持的文學抱負的不屑一顧，還屢次向愛德華表現出負面的觀感，盡管愛德華仍然愛她、嘗試著調解修復他們的關係，但最終蘇珊選擇與赫頓交往、與愛德華離婚，甚至為此進行流產手術拿掉她與愛德華的孩子，與赫頓再婚。
百感交集的苏珊放下了愛德華撰寫的小說，決定與愛德華約在一家餐廳見面，還特地為此精心打扮，獨自待在餐廳裡等候愛德華的到來，但隨著時間流逝、餐廳裡的顧客群進來又離開，愛德華仍沒有依約出現在她的面前。故事的最後，餐廳即將打烊，店裡僅剩下因為愛德華失約而陷入落寞情緒的苏珊。

## 演員
- 艾米·亚当斯 飾 Susan Morrow
- 傑克·葛倫霍 飾 Edward Sheffield/Tony Hastings，作家，苏珊的前夫/小说中的男主角
- 迈克尔·珊农 飾 Bobby Andes，小说中的德州警官
- 亞倫·強森 飾 Ray Marcus，小说中的匪徒之一
- 艾米·汉莫 飾 Hutton Morrow，苏珊的现任丈夫
- 羅娜·蓮妮 飾 Anne Sutton，苏珊的母亲
- 艾拉·費雪 飾 Laura Hastings，小说中托尼之妻
- 艾麗‧邦德 飾 India Hastings，小说中的托尼之女
- 麥可·辛 飾 Carlos
- 吉娜·瑪隆 飾 Sage Ross
- 克里斯汀·鮑兒 飾 Samantha Van Helsing

## 制作
2015年10月5日开始在加州洛杉矶拍摄。於2015年12月5日結束。

## 反響
《夜行動物》在威尼斯影展首映時獲得了正面好評，多半稱讚亞當斯、葛倫霍、夏儂、強森和琳妮的表現。爛番茄基於226條評論，持有73％的新鮮度，平均評分為6.9 / 10。Metacritic得分67（滿分100），好評居多。

## 榮譽
- 好萊塢電影獎
  - 好萊塢突破導演獎：湯姆·福特[10]

- 第73屆威尼斯影展
  - 評審團大獎：湯姆·福特
  - 提名-金獅獎：湯姆·福特

- 第74届金球奖
  - 最佳导演提名
  - 最佳编剧提名
  - 最佳男配角奖：亚伦·约翰逊

- 第70届英国电影学院奖9项提名
  - 最佳导演：汤姆·福特
  - 最佳改编剧本
  - 最佳男主角：杰克·吉伦哈尔
  - 最佳男配角：亚伦·泰勒-约翰逊
  - 最佳摄影
  - 最佳原创音乐
  - 最佳剪辑
  - 最佳美术指导
  - 最佳造型

- 第89届奥斯卡金像奖
  - 最佳男配角提名：迈克尔·珊农